# Cosmopolitan (coquetel)

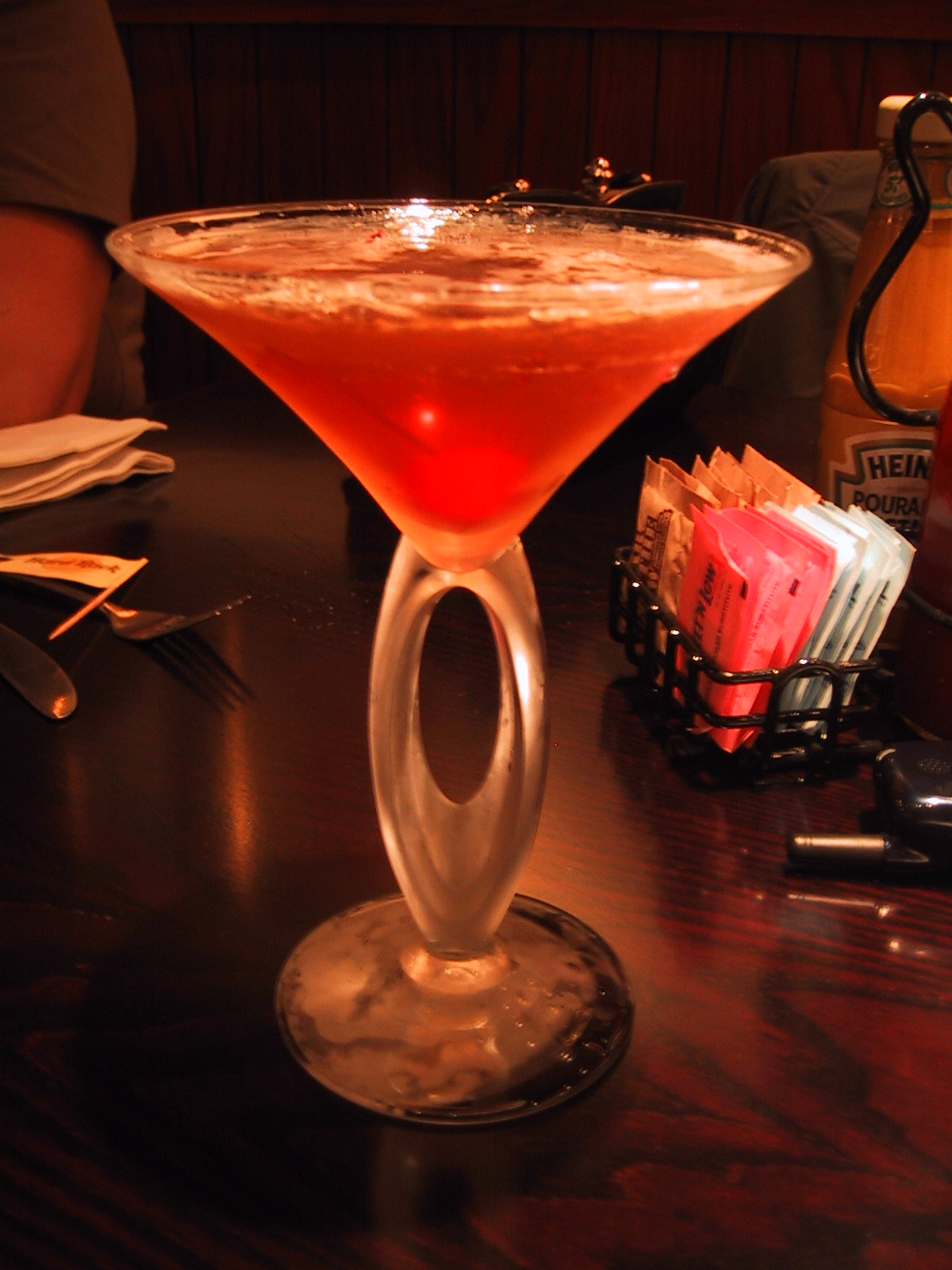
Um cosmopolitan.

Um cosmopolitan, ou simplesmente cosmo, é uma bebida alcoólica, ou um coquetel feito com vodca, triple sec, suco de oxicoco (cranberry) e suco de limão espremido ou adoçado.

## História
A receita de cosmopolitan estabelecida pela International Bartenders Association (IBA) é baseada em Vodca Citron, uma vodca com sabor de limão. O cosmopolitan é um tipo de cooler de oxicoco, como o Cape Codder. Embora seja apresentado algumas vezes de formas diferentes, o cosmopolitan também guarda semelhança na composição com o coquetel kamikaze.
A origem do cosmopolitan é disputada. Segundo o barman Paul Harrington, a bebida foi criada independentemente por diferentes barmans desde a década de 1970. De acordo com Sally Ann Berk e Bob Sennett, o cosmopolitan aparece na literatura em torno de 1993 e procede da cidade de Nova York.

### Anos 1930
Enquanto o coquetel é amplamente considerado uma criação mais moderna, parece existir surpreendentemente uma receita para o cosmopolitan que aparece na obra Pioneers of Mixing at Elite Bars 1903-1933, que foi publicada em 1934, com a seguinte receita:
Uma dose de Gordon's Gin (1+1⁄2 oz de Gin Beefeater)

2 pitadas de Cointreau (1⁄2 oz de Cointreau)

Suco de 1 limão (1 oz de suco de limão)

1 colher de chá de xarope de Framboesa (1 colher de chá caseira)

Agite com gelo e coe num copo de coquetel.
Preparado com ingredientes que estavam prontamente disponíveis durante o período, esse coquetel identificado com o mesmo nome tinha os mesmos efeitos. Se essa bebida for, de fato, a fonte do cosmopolitan moderno, seria uma adaptação de Brandy Daisy, em vez de Kamikaze.

### Anos 1970

#### Provincetown
Uma versão da criação dessa bebida popular dá crédito da realização à comunidade gay de Provincetown, Massachusetts.

#### Minneapolis
Entre diversas pessoas que alegam ter criado a bebida cosmopolitan, destaca-se o barman estadunidense Neal Murray. O barman reivindica ter criado o cosmopolitan em 1975 na churrascaria Cork & Cleaver em Minneapolis. De acordo com Murray, ele respingou suco de oxicoco em um Kamikaze e o primeiro degustador declarou: "Que cosmopolita". Esse evento supostamente permitiu a nomeação da bebida.

### John Caine
John Caine é o proprietário de vários bares em San Francisco e um perito em cosmopolitan. Ele parcialmente credita o aumento do consumo de coquetéis nos anos 1970 ao Cosmo sendo servido em tavernas do tipo "fern bars". Atribui-se a Caine a extensão do consumo de cosmo para a Costa Oeste dos Estados Unidos.

### Cheryl Cook
De acordo com o historiador de coqueteis Gary Regan, o crédito da criação original atribui-se à atendente de bar Cheryl Cook, do restaurante Strand, em South Beach, Flórida. Algumas pessoas acreditam que Cook é um mito, mas em uma carta a Regan, Cook relata a história de como ela criou a bebida em 1985 ou 1986:
O que me sobrecarregou foi o número de pessoas que pediram Martinis apenas para serem vistos com um copo de Martini na mão. Foi nessa percepção que me deu a ideia de criar uma bebida que todos pudessem provar e era visualmente deslumbrante no vidro clássico. Foi assim que o Cosmo se baseou.Original (em inglês): What overwhelmed me was the number of people who ordered Martinis just to be seen with a Martini glass in their hand. It was on this realization that gave me the idea to create a drink that everyone could palate and was visually stunning in that classic glass. This is what the Cosmo was based on.— Cook (em inglês)
A receita original de Cooknal pedia "Absolut Citron, um toque de triple sec, uma gota de suco concentrado de limão Rose's e uma quantidade e oxicoco suficiente apenas para deixar a bebida bonita em cor de rosa."  Embora o Absolut Citron não tenha sido lançado no mercado em nenhum lugar até 1988, já havia sido testado no mercado em Miami.

### Melissa Huffsmith
Outra pessoa importante envolvida na criação do cosmopolitan foi Melissa Huffsmith, de Manhattan. Enquanto trabalhava no restaurante Life Cafe em 1986, seu amigo Patrick Mitten ensinou-lhe a receita que ele aprendeu em outro restaurante, The Patio Cafe, em San Francisco, em 1985. Quando trabalhava no The Odeon em 1986/87, Huffsmith desenvolveu uma versão ligeiramente diferente usando Absolut Citron, Cointreau e suco de limão espremido gelado. Ela afirmou que a cor deveria estar "...justamente rosa — da cor de uma limonada rosa." A versão de Huffsmith tornou-se um método padronizado internationalmente para o preparo da bebida.

### Toby Cecchini
O eminente barman Gaz Regan afirma que a versão internacionalmente reconhecida do coquetel foi criada por Toby Cecchini em 1987 em Manhattan, baseada numa versão mais pobre da criação de Cheryl Cook.

## Popularização
O cosmopolitan ganhou conhecimento popular rapidamente, desde Provincetown, passando por Nova York, Cleveland, e Cincinnati, até São Francisco (Caine) ou possivelmente de Miami a São Francisco, e para New York (Cook).
A bebida ganhou um conhecimento ainda mais amplo durante os anos 1990. Nessa época, a bebida foi popularizada entre mulheres jovens por ser frequentemente destacada no programa de televisão Sex and the City, no qual a personagem Carrie Bradshaw, interpretada por Sarah Jessica Parker, habitualmente pedia a bebida quando saia em encontros casuais. O filme adaptado fez uma referência à popularidade da bebida quando a personagem Miranda pergunta a suas amigas por que elas pararam de beber o coquetel e Carrie responde "porque todo o mundo começou".

Não foi apenas na televisão que o Cosmo influenciou a cultura popular. A empresa Demeter Fragrance Library, que vende fragâncias, criou uma colônia com o propósito de ter o cheiro do coquetel cosmopolitan.

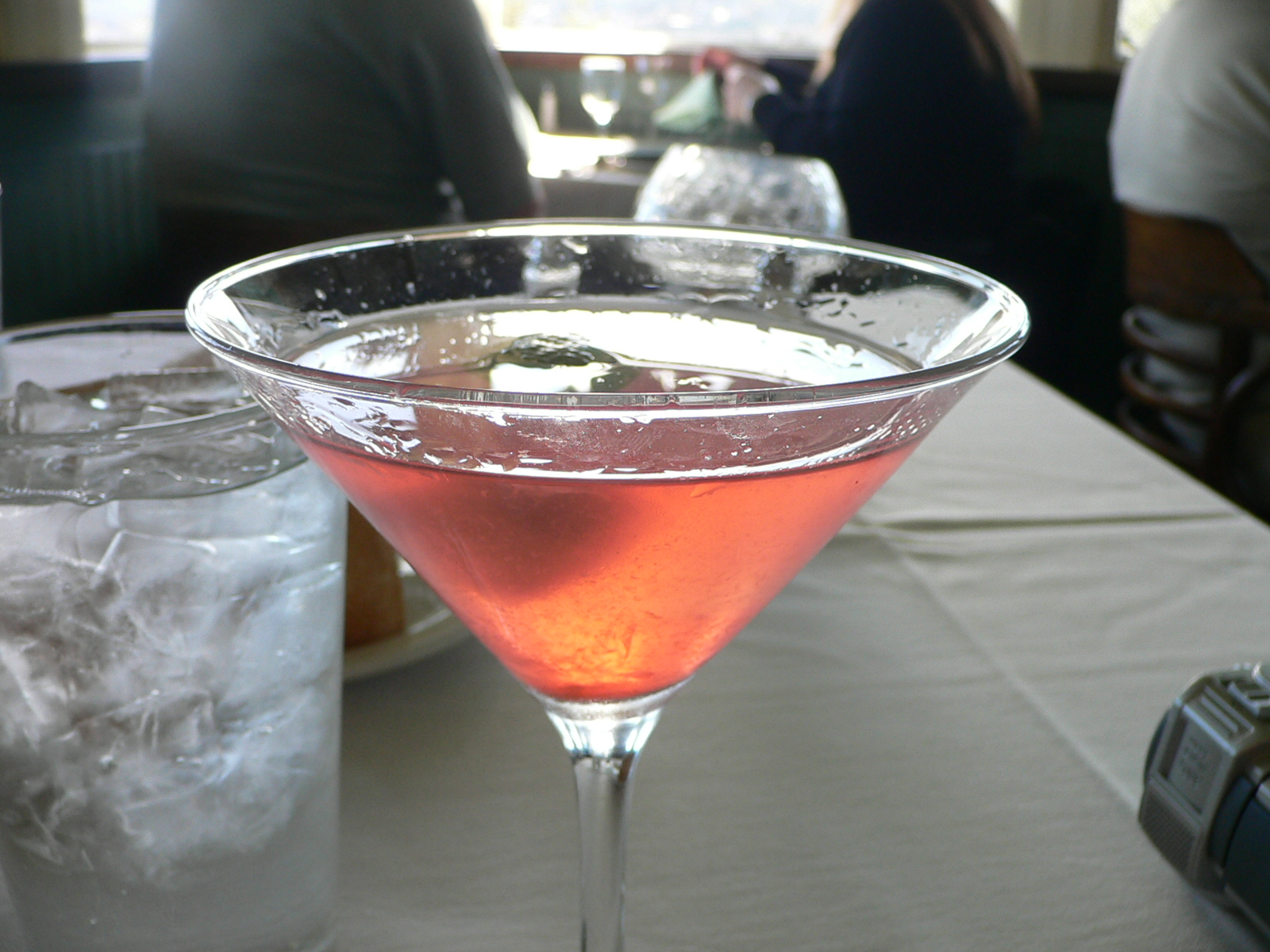

## Modo de preparo
O cosmopolitan geralmente é servido em uma taça de coquetel grande, também chamada taça de martíni. Por essa razão,  a bebida é erroneamente categorizada como um tipo de martíni.
O uso de vodca com sabor cítrico como base para esse coquetel parece ter sido amplamente popularizado em meados dos anos 1990 pelo barman estadunidense Dale DeGroff e é usado na receita aprovada pela IBA. Entretanto, em muitos bares, a vodca padrão sem sabor e essa alternativa seria, provavelmente, o principal dos supostos precursores dessa bebida que foram populares em Ohio, Provincetown, ou Minneapolis durante os anos 1970, ou em São Francisco durante os anos 1980. Algumas vezes, usa-se casca de limão para decorar o coquetel.

## Variações

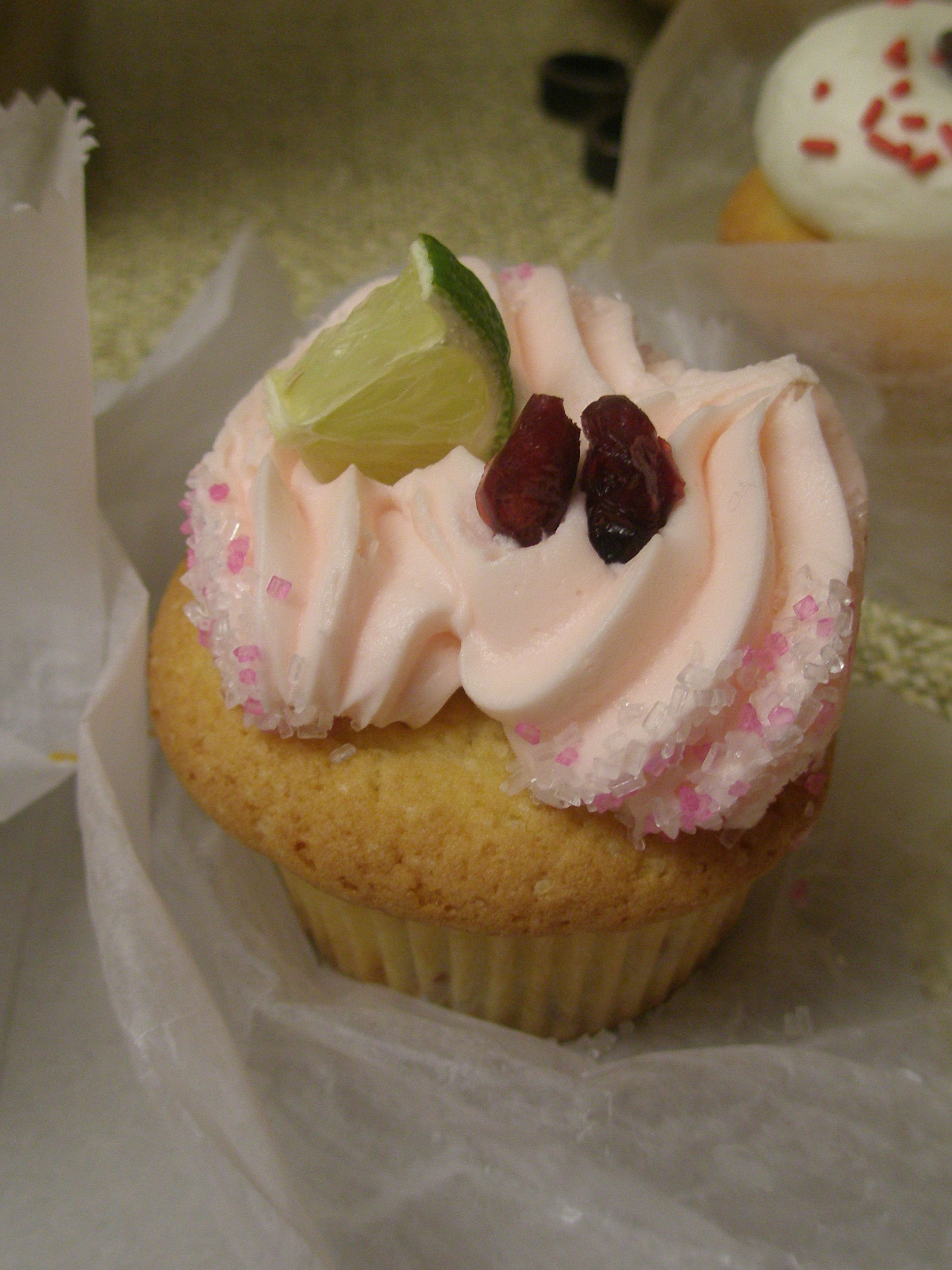
Um cupcake sabor cosmo, com limão, vodca, oxicocos embebidos em suco de limão, creme de manteiga de limão em bolo de baunilha, Dozen Bake Shop, Pittsburgh, EUA.

- Uma variação da bebida pede uma agitação com colher num copo de mistura, em vez de agitação forte numa coqueteleira.[21]
- A estrela Kathy Wakile do programa de TV Real Housewives of New Jersey criou um coquetel chamado Red Velvet Cosmo, baseado em uma de suas sobremesas favoritas, bolo veludo vermelho.[22][23]
- Para um Virgin Cosmopolitan, substitua-se a vodca e triple sec por suco de laranja e limonada rosa.[24]